# (38273) 1999 RN42
1999 RN42 (asteroide 38273) é um asteroide da cintura principal. Possui uma excentricidade de 0.11090380 e uma inclinação de 10.69191º.
Este asteroide foi descoberto no dia 14 de setembro de 1999 por Korado Korlević em Visnjan.